# Przedmieście (Łańcut)
Przedmieście – część miasta Łańcut, do 1924 samodzielna wieś. Leży na zachód od obecnego centrum miasta.
Obecnie dzieli się na Przedmieście Dolne (SIMC 0974564) i Przedmieście Górne (SIMC 0974570). Przedmieście Dolne rozpościera się wzdłuż ul. Głowackiego na lewym brzegu strugi, a Przedmieście Górne wzdłuż ulicy 29 Listopada na prawym brzegu. Obie ulice biegną równolegle do siebie

## Historia
Dawniej Przedmieście było podłańcucką wsią i gminą jednostkową w powiecie łańcuckim, za II RP w woј. lwowskim. W 1921 roku gmina liczyła 1724 mieszkańców. 1 stycznia 1925 zostało włączone do Łańcuta.